# Timur Khan
Timur Khan (Temür Khan) fou kan de l'Horda d'Or. Fou proclamat vers el 1406 en oposició a Pulad Khan i es suposa que era el candidat de Nur al-Din, el fill d'Edigu. Hajji Abdul Ghassar diu que fou afavorit per Edigu i el seu fill, però això potser fou el 1406 quan Edigu estava absent a Sibèria, ja que després del 1407 se sap que afavoria a Pulad Khan. Abdul Ghassar també diu que Edigu i Nur al-Din es van enfrontar pel candidat al tron i això hauria estat vers el 1411 en absència d'Edigu, en campanya a Moscou. El 1412 Nur al-Din va imposar a Timur Khan i el seu pare, per no haver de combatre el fill, es va retirar a Coràsmia; tot i la generositat paterna Nur al-Din no es va commoure i va perseguir a Edigu
En aquest temps Daniel, fill de Boris, príncep de Nijni Nóvgorod, va intentar recuperar el patrimoni patern del qual s'havia apropiat el gran príncep Basili I, i amb 500 homes cedits pels tàtars, va derrotar el germà del gran príncep a Liskov, mentre el seu general Talich, amb suport d'un príncep de Kazan, amb un exèrcit combinat de russos i tàtars de menys de 500 homes, va sorprendre i saquejar la ciutat de Vladímir que ja només era un ombra del seu passat esplendorós i no estava fortificada. Els tàtars de Kazan van retornar a casa amb el seu botí.
Un fill de Toktamish, Jalal al-Din Khan, que vivia a Kíev i tenia el suport de Vitautes de Lituània (del que era amic) va aprofitar la marxa d'Edigu i del seu fill per aixecar-se contra Timur Khan i proclamar-se kan. Aquest no obstant va resistir uns anys, ja que va encunyar moneda entre 1406 (a Crimea) i 1415/1416. Algunes monedes foren encunyades a Astracan però ma majoria a Bolghar.